# Бжезинский, Марк
Марк Фрэнсис Бжезинский (англ. Mark Francis Brzezinski; род. 7 апреля 1965) — американский юрист, дипломат, политический деятель. Посол Соединённых Штатов Америки в Швеции в 2011—2015 годах. 18 декабря 2021 года утверждён Сенатом США на должность посла США в Польше, 19 января 2022 года был приведён к присяге.

## Биография
Марк Бжезинский — сын Збигнева Бжезинского, бывшего советника по национальной безопасности президента США, внук польского дипломата Тадеуша Бжезинского.
М. Бжезинский окончил Дартмутский колледж со степенью бакалавра в области государственного управления, получил степень доктора юридических наук в Юридической школе Университета Виргинии и степень доктора политических наук в Оксфордском университете.
В 1999—2001 годах Марк Бжезинский работал в администрации президента США Билла Клинтона директором по делам России и Евразии и директором по делам Юго-Восточной Европы Совета национальной безопасности США.
М. Бжезинский был советником по внешней политике во время президентской кампании Барака Обамы, а позже был назначен послом в Швецию.
В мае 2021 года газета The New York Times сообщила, что президент США Джо Байден рассматривает возможность выдвижения Марка Бжезинского на должность посла Соединённых Штатов в Польше.
Марк Бжезинский получил официальное назначение на этот пост 4 августа 2021 года и его кандидатура была направлена на утверждение в Сенат. 15 декабря 2021 года он был утверждён сенатским Комитетом по иностранным делам, а 18 декабря 2021 года — Сенатом.
19 января 2022 года Марк Бжезинский был приведён к присяге, как посол США в Польше. Церемонию, которая состоялась в Белом доме, провела вице-президент США Камала Харрис.

## Семья
Первой женой М. Бжезинского была Кэролин М. Кэмпбелл, юрист. Его вторая жена (с 2008 года) — Наталья Бжезинская, урождённая Лопатнюк.

## Награды
- Орден Полярной звезды (Командор первого класса, 2018 год)[4]
- Орден Заслуг перед Республикой Польша (Офицерский крест, 2007 год)[5].
- Орден Заслуг перед Республикой Польша (Командорский крест, 2025 год)[6]
- Памятный знак за личный вклад в развитие трансатлантических отношений Литвы и по случаю приглашения Литовской Республики в НАТО (12 февраля 2003 года, Литва)[7]